# 勒海伊 (伊利諾伊州)
勒海伊（英語：Lehigh）是位於美國伊利諾伊州坎卡基縣的一個非建制地區。該地的面積和人口皆未知。

## 地理
勒海伊的座標為41°06′37″N 88°01′05″W / 41.11028°N 88.01806°W，而該地的平均海拔高度為198米（即650英尺）。